# Kanton La Barthe-de-Neste
Der Kanton La Barthe-de-Neste war bis 2015 ein französischer Wahlkreis im Arrondissement Bagnères-de-Bigorre, im Département Hautes-Pyrénées und in der Region Midi-Pyrénées; sein Hauptort war La Barthe-de-Neste. Sein Vertreter im Generalrat des Départements war zuletzt von 1994 bis 2015 Maurice Loudet.

## Gemeinden
Der Kanton umfasste 20 Gemeinden:
| Gemeinde            | Einwohner Jahr | Fläche km² | Bevölkerungsdichte | Postleitzahl | Code INSEE |
| ------------------- | -------------- | ---------- | ------------------ | ------------ | ---------- |
| Arrodets            | 24 (2013)      | –          | – Einw./km²        | 65130        | 65034      |
| Asque               | 114 (2013)     | –          | – Einw./km²        | 65130        | 65041      |
| Avezac-Prat-Lahitte | 564 (2013)     | –          | – Einw./km²        | 65130        | 65054      |
| Batsère             | 41 (2013)      | –          | – Einw./km²        | 65130        | 65071      |
| Bazus-Neste         | 55 (2013)      | –          | – Einw./km²        | 65250        | 65076      |
| Bulan               | 60 (2013)      | –          | – Einw./km²        | 65130        | 65111      |
| Escala              | 400 (2013)     | –          | – Einw./km²        | 65250        | 65159      |
| Esparros            | 160 (2013)     | –          | – Einw./km²        | 65130        | 65165      |
| Espèche             | 64 (2013)      | –          | – Einw./km²        | 65130        | 65166      |
| Gazave              | 67 (2013)      | –          | – Einw./km²        | 65250        | 65190      |
| Hèches              | 599 (2013)     | –          | – Einw./km²        | 65250        | 65218      |
| Izaux               | 193 (2013)     | –          | – Einw./km²        | 65250        | 65231      |
| La Barthe-de-Neste  | 1203 (2013)    | –          | – Einw./km²        | 65250        | 65069      |
| Labastide           | 164 (2013)     | –          | – Einw./km²        | 65130        | 65239      |
| Laborde             | 95 (2013)      | –          | – Einw./km²        | 65130        | 65241      |
| Lomné               | 33 (2013)      | –          | – Einw./km²        | 65130        | 65278      |
| Lortet              | 223 (2013)     | –          | – Einw./km²        | 65250        | 65279      |
| Mazouau             | 18 (2013)      | –          | – Einw./km²        | 65250        | 65309      |
| Montoussé           | 241 (2013)     | –          | – Einw./km²        | 65250        | 65322      |
| Saint-Arroman       | 97 (2013)      | –          | – Einw./km²        | 65250        | 65385      |

## Bevölkerungsentwicklung
| 1962 | 1968 | 1975 | 1982 | 1990 | 1999 | 2006 |
| ---- | ---- | ---- | ---- | ---- | ---- | ---- |
| 5083 | 4905 | 4738 | 4488 | 4318 | 4126 | 4309 |